# نیکلاس کالان
 نیکلاس کالان (انگلیسی: Nicholas Callan؛ زاده ۲۲ دسامبر ۱۷۹۹ درگذشته ۱۰ ژانویه ۱۸۶۴) یک دانشمند اهل جزیره ایرلند بود. 